# Meegomäe
Meegomäe är en ort i Estland. Den ligger i Võru kommun och landskapet Võrumaa, i den södra delen av landet, 230 km sydost om huvudstaden Tallinn. Meegomäe ligger 126 meter över havet och antalet invånare är 250.
Terrängen runt Meegomäe är lite kuperad. Runt Meegomäe är det mycket glesbefolkat, med 7 invånare per kvadratkilometer. Närmaste större samhälle är Võru, 4,3 km norr om Meegomäe. I omgivningarna runt Meegomäe växer i huvudsak blandskog.